# Borussia-Denkmal (Memel)

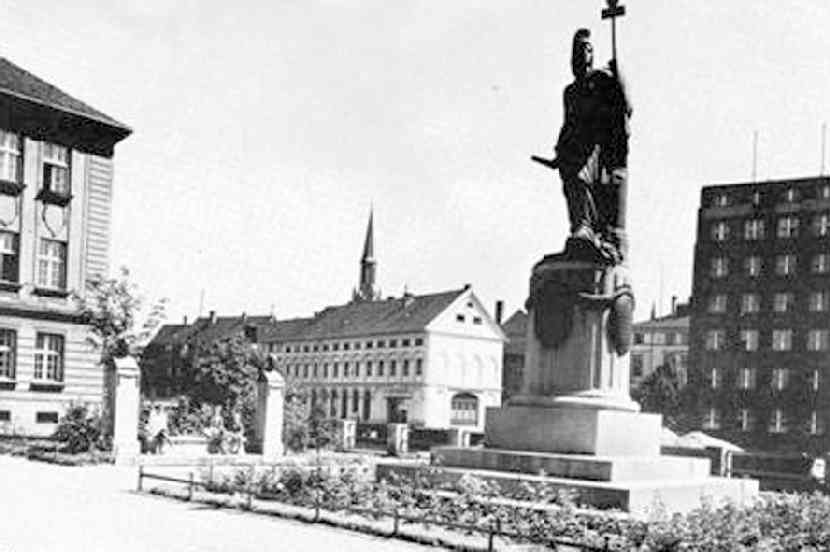
Borussia in Memel (um 1920)

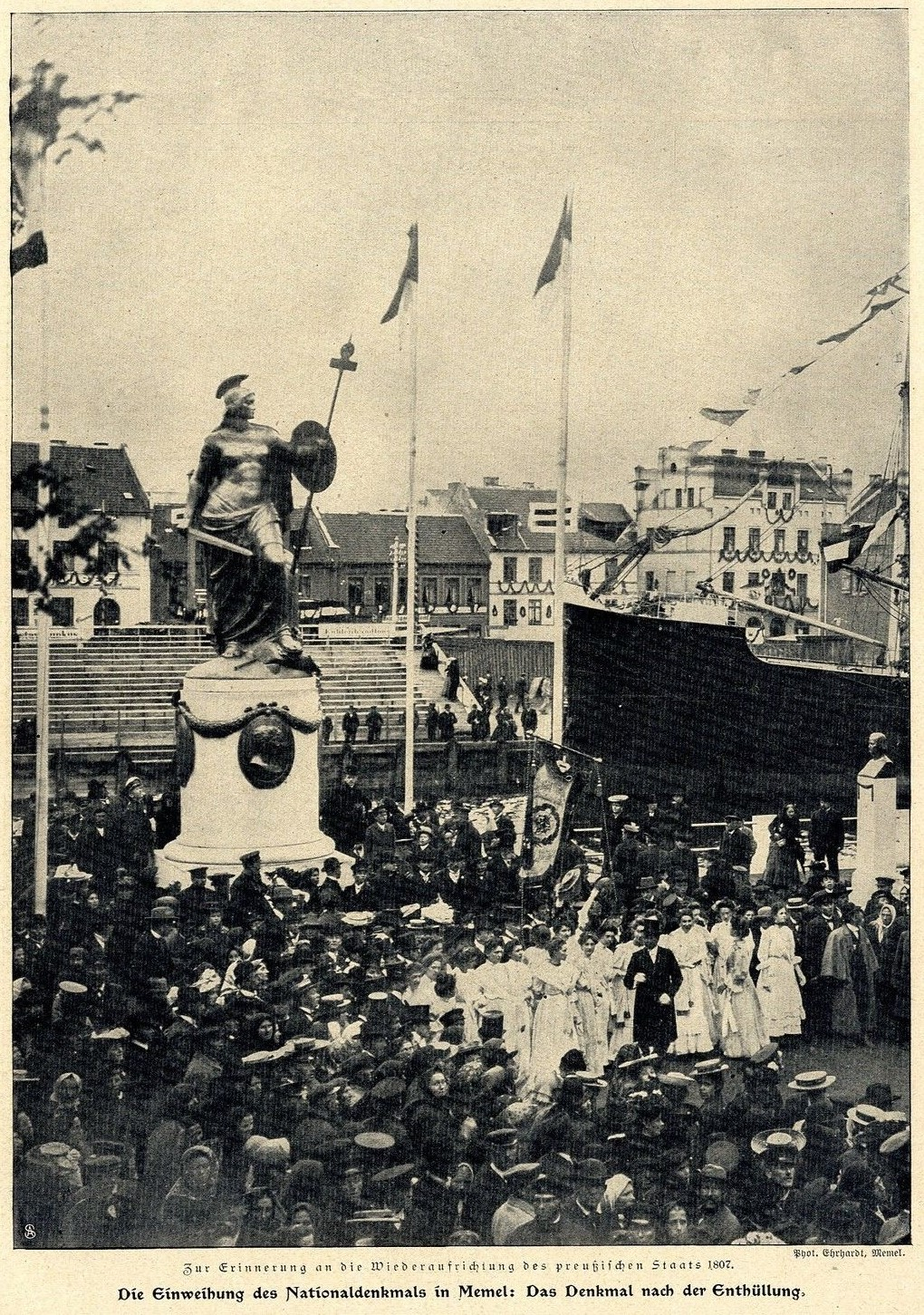
Einweihung des Borussia-Nationaldenkmals (1907)

Das Borussia-Denkmal war eine Statue in Memel. Sie erinnerte an den Beginn von Preußens Wiederaufstieg zwischen 1806/07 und 1813. Zugleich stand sie für die von jeher gefährdete Grenzlage der Stadt.

## Geschichte
Nach der katastrophalen Schlacht bei Jena und Auerstedt flohen König Friedrich Wilhelm III. und Königin Luise nach Ostpreußen. Nachdem Königsberg am 16. Juni 1807 gefallen war, bewohnte das Königspaar von Juni 1807 bis Januar 1808 das Haus Consentius in Memel. In dieser Zeit wurde der Waffenstillstand und folgende Frieden von Tilsit ausgehandelt, wobei die Memel die Demarkationslinie war. In Memel wurden die Preußischen Reformen eingeleitet, die Staat und Gesellschaft modernisierten und zu den Voraussetzungen für den Erfolg in den Befreiungskriegen gehörten.
Anlässlich des 100-jährigen Jahrestags fand ein Wettbewerb statt, den der Bildhauer Peter Breuer für sich entscheiden konnte; aber Kaiser Wilhelm II. änderte den Entwurf eigenmächtig ab. Die Borussia sollte – unabhängig vom historischen Kontext – als Siegerin dargestellt werden. Das Denkmal wurde am 23. September 1907 in Gegenwart des Kaiserpaares enthüllt. Die Borussia wurde 1923 während der „Klaipėda-Revolte“ vom Sockel gestürzt, um nach dem Anschluss des Memellandes an Deutschland 1939 wieder aufgestellt zu werden. Im Zweiten Weltkrieg wurde das Bronze-Standbild erneut abgebaut und zu Rüstungszwecken eingeschmolzen. Der Sockel wurde später zeitweise mit einer sowjetischen Figur ausgestattet.

## Beschreibung
Auf einer quadratischen Grundplatte erhebt sich eine Säule, auf der die Borussia, in der Art einer Pallas Athene, mit Speer und Schild steht und die Ketten der Fremdherrschaft zertritt. Ihr Schild trug die Reliefs von König Friedrich Wilhelm III. und Königin Luise. Auf der linken und rechten Seite der Bildsäule standen Büsten der Staatsreformer und Feldherren, die sich bei der Wiederaufrichtung Preußens besonders ausgezeichnet hatten: 
- Friedrich Ferdinand Alexander zu Dohna-Schlobitten,
- Karl August Fürst von Hardenberg,
- Theodor von Schön,
- Gerhard von Scharnhorst,
- August Graf Neidhardt von Gneisenau,
- Friedrich Leopold von Schrötter,
- Heinrich Friedrich Karl vom und zum Stein
- und Ludwig Yorck von Wartenburg.